# Antodynerus infuscatus
Antodynerus infuscatus är en stekelart som först beskrevs av Giordani Soika.  Antodynerus infuscatus ingår i släktet Antodynerus och familjen Eumenidae. Inga underarter finns listade i Catalogue of Life.